# Gmina Green Bay (hrabstwo Clarke)

Położenie Gminy Green Bay w hrabstwie Clarke

Gmina Green Bay (ang. Green Bay Township) – gmina w USA, w stanie Iowa, w hrabstwie Clarke. Według danych z 2000 roku gmina miała 232 mieszkańców, a jej powierzchnia wynosi 94,68 km².